# Билибин, Юрий Александрович

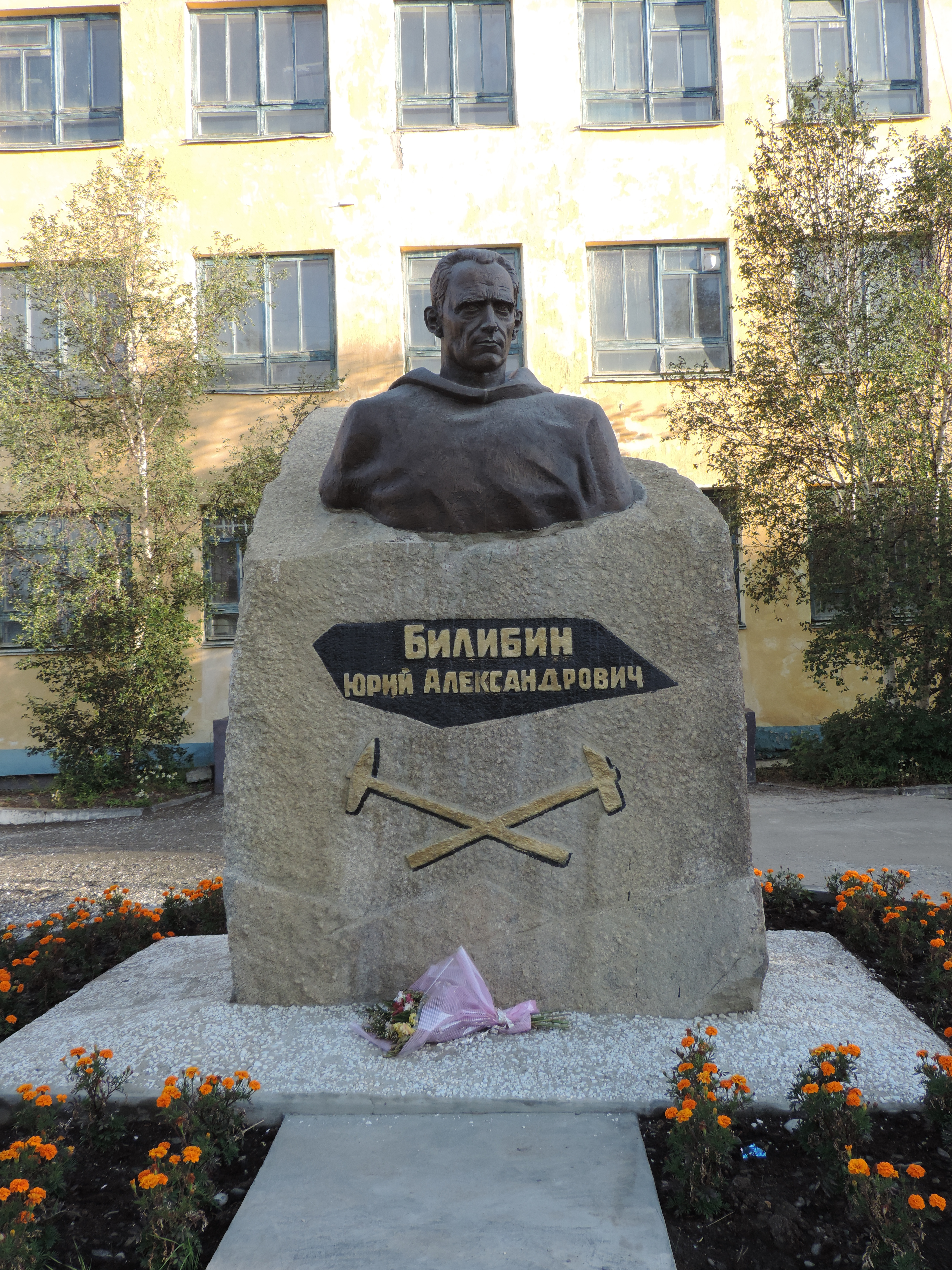
Памятник Ю. А. Билибину в г. Билибино

Ю́рий Алекса́ндрович Били́бин (6 [19] мая 1901 или 19 мая 1901, Ростов, Ярославская губерния — 4 мая 1952, Ленинград) — советский геолог. Лауреат Сталинской премии I-й степени, исследователь геологии россыпей.

## Биография
Родился 6 (19) мая 1901 года в Ростове.

Могила, Литераторские мостки

В 1919 году окончил Смоленское реальное училище.
В 1919—1921 годах служил в РККА.
С 1921 года учился в Смоленском политехническом институте, затем перевёлся в Ленинградский горный институт (ЛГИ), который окончил в 1926 году.
В 1926—1928 годах — геолог треста «Алданзолото». Руководитель экспедиции Института цветных металлов в Якутии, давшей точный и детальный прогноз золотоносности бассейна местных рек.
Будучи главным геологом базы геологоразведки на Алдане, добился отправки в центр Колымы для проверки данных о её золотоносности и оценки промышленного значения. Первая Колымская экспедиция (1928) организована по решению Совета Труда и Обороны СССР Геолкомом ВСХН СССР на средства колымской госконторы «Союззолото». Начальником назначен Ю. А. Билибин. Результатом работы экспедиции явилось открытие Северо-Восточного золотоносного региона.
Организовал Вторую Колымскую геологоразведочную экспедицию (руководитель — Валентин Александрович Цареградский).
В 1931—1932 годах руководитель Колымской базы Главного геологоразведочного управления ВСНХ и геологического сектора ГПУ «Цветметзолото».
Весной 1932 — летом 1933 года главный инженер-геолог технического сектора (впоследствии — Управления добычи полезных ископаемых) дирекции «Дальстроя» и начальник Элекчанской рекогносцировочной геологоразведочной партии.
С 1935 года вёл курс геологии россыпей золота и платины в ЛГИ.
Во время Великой Отечественной войны работал в Средней Азии, затем — в Москве. Защитил докторскую диссертацию.
В 1946 году избран член-корреспондентом АН СССР.
С 1944 года посвятил себя научной работе во ВСЕГЕИ и в Ленинградском отделении ИГН АН СССР.
Автор более 60 научных работ, в том числе фундаментального труда «Основы геологии россыпей» (1938).
Умер 4 мая 1952 года от кровоизлияния в головной мозг. Похоронен в Санкт-Петербурге на Литераторских мостках Волкова кладбища. Надгробие (скульптор А. Н. Чернецкий, архитектор Н. Г. Эйсмонт) создано в 1954 году.

## Награды и премии
- 1946 — Сталинская премия I степени — за открытие и исследование новых месторождений золота на Северо-Востоке СССР

## Адреса в Ленинграде
- 1925—1941, 1944—1949 — Большой проспект Васильевского острова, дом 56.

## Память
В честь Ю. А. Билибина назван город Билибино на Чукотке, улицы в Магадане и Якутске, гряда к северо-востоку от Магадана, хребет в горной системе Черского, горный массив в Якутии, вулкан в бассейне реки Большой Анюй, минералы билибинит и билибинскит.
В 1968 году был открыт памятник в городе Билибино, в городе Магадане установлен бюст Ю. А. Билибина.
На доме по адресу Большой проспект Васильевского острова, 56, в 1984 году была установлена мемориальная доска (архитектор В. Б. Бухаев).
В 2020 году на месторождении ПАО «Сусуманзолото» в Оймяконском улусе Республики Саха (Якутия) введён в эксплуатацию именной карьерный самосвал БЕЛАЗ-7555В. Этой новой 55-тонной машине присвоено имя выдающегося советского геолога-исследователя Юрия Александровича Билибина, руководившего экспедицией Института цветных металлов в Якутии, давшей точный и детальный прогноз золотоносности бассейна местных рек.